# Nicolas Swaim
Nicolas Swaim (Islas Marianas del Norte, 8 de noviembre de 1977) es un exfutbolista y entrenador de fútbol de las Islas Marianas del Norte que jugaba en las posiciones de defensa y centrocampista.

## Carrera

### Club
Jugó toda su carrera con el MP United de 2008 a 2021, con el que fue campeón nacional en cinco ocasiones.

### Selección nacional
Jugó para Islas Marianas del Norte en 17 ocasiones de 2008 a 2018 anotando dos goles, siendo actualmente el jugador con más apariciones con la selección nacional.

### Entrenador
Fue entrenador-jugador de la selección nacional en 2010.

## Logros
- Campeonato de fútbol de las Islas Marianas del Norte: 5

2010, Invierno 2014, Invierno 2016, Primavera 2017, Primavera 2018